# Érsek Zsolt (politikus)
Érsek Zsolt (Ózd, 1961. április 9. –) magyar közgazdász, politikus, polgármester, országgyűlési képviselő.

## Életpályája

### Iskolái
Általános iskolai tanulmányait Borsodnádasdon járta ki. A középiskolát Miskolcon végezte el; 1979-ben érettségizett a Földes Ferenc Gimnáziumban. 1980–1985 között a Marx Károly Közgazdaságtudományi Egyetem Ipari Karán tanult.

### Pályafutása
1979–1980 között sorkatonai szolgálatot teljesített Kalocsán. 1985–1987 között a Selypi cukorgyárban illetve a Mátra Cukor Rt.-nél elemző közgazdász, 1987–1989 között munkaügyi osztályvezető, 1989–1994 között üzemgazdasági főosztályvezető-helyettes volt. 1996–1997 között a felügyelőbizottság elnöke volt.

### Politikai pályafutása
1987-től a Mátravidéki Cukorgyárak KISZ-titkára volt. 1987–1989 között az MSZMP tagja volt. 1988-ban tagja lett Hatvan pártbizottságának. 1990–2019 között az MSZP tagja volt. 1990-ben országgyűlési képviselőjelölt volt. 1992–2000 között az MSZP lőrinci szervezetének elnöke volt. 1994–2010 között országgyűlési képviselő (Hatvan) volt. 1994–1998 között lőrinci önkormányzati képviselő; az ügyrendi bizottság elnöke volt. 1994–1998 között a Számvevőszéki bizottság tagja volt. 1998–2002 között a Sport albizottság tagja volt. 1998–2006 között az Ifjúsági és sportbizottság tagja volt. 2002-ig a Heves Megyei Közgyűlés tagja volt. 2002-ben a Nemzetbiztonsági bizottság tagja volt. 2002–2003 között a Honvédelmi bizottság tagja volt. 2002–2010 között Hatvan polgármestere volt. 2004-től az önkormányzati beruházásokat elemző miniszterelnöki megbízott volt. 2006–2010 között az Ifjúsági, szociális és családügyi bizottság tagja volt.

## Családja
Szülei Érsek József (1932–?) és Kovács Matild (1940–?) voltak. 1988-ban házasságot kötött Ballagó Katalinnal. Három fiuk született: Ádám (1990–), Ákos (1991–) és Zsolt (1995–).